# Rapoto von Abenberg
Rapoto von Abenberg (né en 1122, mort en 1172) est un vogt de la principauté épiscopale de Bamberg.

## Biographie
Appartenant à la famille des comtes d'Abenberg (de), il se marie avec Mathilde, la fille de Dedo IV et Bertha von Groitzsch (de) ou von Morungen, qui reçut après la mort de son frère Heinrich des biens importants tels que Leisnig et Colditz. En 1147, Rapoto vend ces biens à Frédéric III de Souabe, qui deviendra l'empereur Frédéric Barberousse et les transformera en biens impériaux.
En 1132, Rapoto fonde avec trois de ses sœurs, son frère Konrad et l'évêque Othon de Bamberg l'abbaye d'Heilsbronn.
Son frère Reginhard est évêque de Wurtzbourg.